# بهاء الدين الرواس
محمّد مهدي بن علي بن نور الدين الرّفاعى الشهير بـالرَّوَّاس والملقّب بـبهاء الدين (1805 - 1870) (1220 - 1287 هـ) عالم مسلم وصوفي وشاعر عراقي من أهل القرن الثالث عشر الهجري/ التاسع عشر الميلادي وأحد الصوفيين في الطريقة الرفاعية، ولد في سوق الشيوخ من أعمال ولاية البصرة العثمانية. كان صغيرًا عندما توفّي والده، فتكفله خاله بالتربية والتعليم فقرأ على شيوخ عصره. انتقل إلى الحجاز في صباه فجاور بمكة سنة وبالمدينة سنتين. ثم ذهب إلى مصر سنة 1238 وأقام في الجامع الأزهر ثلاث عشرة سنة. ثم عاد إلى العراق في 1251 وتنقّل في مدنها. قام برحلة إلى إيران والسند والهند والصين وكردستان والأناضول وسوريا. توفّي في بغداد. له عدّة دواوين شعريّة منها مائدة الكريم في مجلدان وله الحكم المهدوية ومواعظ ورفرف العناية وديوان مشكاة اليقين ومعراج القلوب.

## نسبه
بهاء الدين مهدي الرواس ابن علي بن نور الدين بن أحمد بن محمد بن بدر الدين بن علي الرديني بن محمود الصوفي الصيادي الرفاعي بن محمد برهان بن حسن الغواص بن محمد شاه الرندي بن محمد خزام دفين الموصل بن نور الدين بن عبد الواحد بن محمود الأسمر بن حسين العراقي بن إبراهيم العربي بن محمود بن عبد الرحمن شمس الدين بن عبد الله قاسم نجم الدين المبارك بن محمد خزام السليم بن شمس الدين عبد الكريم بن صالح عبد الرزاق بن شمس الدين محمد بن صدر الدين علي بن أحمد عز الدين الصياد بن عبد الرحيم بن عثمان بن حسن بن عسلة بن الحازم بن أحمد بن علي المكي بن رفاعة الحسن المكي بن محمد المهدي بن أبي القاسم محمد بن الحسن بن الحسين بن أحمد بن موسى الثاني بن إبراهيم المرتضى الأصغر بن موسى الكاظم بن جعفر الصادق بن محمد الباقر بن علي زين العابدين بن الحسين بن علي بن أبي طالب.

## سيرته
ولد سنة عشرين ومائتين وألف، وتوفي في سنة سبع وثمانين ومائتين وألف، وقد بلغ من العمر سبعاً وستين سنة. وكانت ولادته في سوق الشيوخ بليدة صغيرة من أعمال البصرة سكنها والده، بعد الطاعون الذي وقع في البصرة، وتوفي والده وبقي يتيماً، ثم توفيت أمه وقد بلغ خمس عشرة سنة. وكان قد قرأ القرآن على رجل هناك يقال له ملا أحمد. ففي خمس وثلاثين ومائتين وألف جذبه القدر إلى السياحة، فخرج طالباً بيت الله الحرام، استقر بمكة سنة، ثم زار الرسول صل الله عليه وسلم، وجاوره بالمدينة المنورة سنتين، وفيها اشتغل بطلب العلم ، ثم ذهب إلى مصر التحق بالجامع الأزهر، وبقي فيه ثلاث عشرة سنة، يتلقى العلوم الشرعية عن مشايخ الأزهر، وهو على قدم التجرد والفقر والانكسار، ثم عاد سائحاً إلى العراق، فاجتمع بالشيخ عبد الله الراوي الرفاعي، فأخذ عنه الطريقة، ولزم خدمته، وألتقى «عبد الكريم بن عبد الرحيم القادري» وأخذ منه الطريقة القادرية. ثم طاف البلاد وذهب إلى الهند وخراسان والعجم والتركستان والكردستان، وجاب العراق والشام والقسطنطينية والأناضول والروملي، وعاد إلى الحجاز، وذهب إلى اليمن ونجد والبحرين وطاف البادية والحاضرة؛ واجتمع على أهل الأحوال الباطنة والظاهرة،
كان كثيراً ما يعاود في سياحته إلى بغداد، وكان يتجر لدفع الضرورة والتخلص من الاحتياج، ببيع رؤوس الغنم المطبوخة، فإذا وجد منها ما يدفع الضرورة البشرية، ترك البيع إلى أن تنفذ دراهمه، فيعود إلى البيع، وكان لا يمكث في بلدة سبعة أشهر قط، وأكثر إقامته في البلاد تحت الثلاثة أشهر، وكان يلبس ثوباً أبيض وفوقه دراعة زرقاء وعبا قصيرة من دون أكمام، وحزامه من الصوف الأسود عملاً بالأثر الرفاعي، والسنة المحمدية، واختفاء عن ظاهر الشيخ.

## من شعره
من جميل قصائده غنى الهزار :
وذا النسيم على الوادي البسيم سرى\\فما فهمنا تدلي رقة النسم
وهاجت العيس تبغي رحب ساحتكم\\فما فقهنا هزيز الركب أين رمي
وحرمة العهد والود القديم\\وما قد فاح من مسك ذاك المشهد الحشم
لولاكم ما تلهفنا لذي سلم\\ولا أرقنا لذات البان والعلم
يا ساكنين بقلبي لا عدمت لكم\\معنى لطيفا سرى معناه ضمن دمي
ويا رفارف روحي في معارجها بذكركم\\قد يداوى في الهوى سقمي
إذا تجلى خيال من مطالعكم\\أحيا وإلا فيا موتي ويا عدمي
عهدي بأحباب قلبي ما ذكرتهم\\إلا ولاح لعيني نور حيهم
أجزاء روحي لم تبرح بساحتهم\\تقبل الأرض من أطراف ركنهم
لو أن لي محضة روحا لجدت بها\\لأجلهم إنما كلي لكلهم
قد تستحي الروح مني إذ تكاتمني\\سرائر العشق من مثلي لمثلهم
لكن يطيب قلبي أنهم قبلوا\\اسمي بديوانهم في أهل حبهم
هم علموني الهوى ما كنت اعلمه\\يا لائمي بعد هذا كيف شئت لم
جنسية العشق ضمتني لعصبتهم\\يا علة الضم أوهنت قوى هممي
في حالة البعد روحي كنت أرسلها\\لطور سينائهم في سبر سينهم
تقبل الأرض عني وهي نائبتي\\يا طيب منتشق منها و ملتثم
وهذه دولة الأشباح قد حضرت\\لسدة المدد الفياض بالكرم
ومن شعره
فاعذروني يا أهل ودي بحبي\\فلقد علَّم القلوبَ الغراما
ان لي في الطلول معنى لطيفا\\أقعدَ الشوق في الفؤاد فقاما
ياندامى والوجد أمر عجيب\\ساعدونا على الهوى يا ندامى
ما احيلى لما وصلنا سحيرا\\وقرأنا على الرسول السلاما
وشممنا مسك الحبيب لطيفا\\ورأينا الرايات والاعلاما
وايضا
فَبِدُنْيايَ وآخرتي\\يارسولَ الله خذْ بيدي
أنت باب حُجتُهُ\\بك قَد ضَائت محجته
قُم بعبد أَنت نصرته\\يا حبيب الواحد الأَحد
يا ابن عبد الله يا أَملي\\يا ملاذَ الخَائف الوجلِ
نظْرة يا أَكْرم الرسلِ\\وبغَوث حُلَّ لي عقَدي
أنت سر الكَونِ سيده\\روحه مولاَه أَوحده
عبدكُم مدت لكَم يده\\مدداً يا صاحب المدد

## رحلاته
في 1235 هـ خرج طالباً بيت الله الحرام، وجاور في مكة سنة، ثم جاور في المدينة المنورة سنتين، وفيها اشتغل بطلب العلم على رجال الحرم النبوي، ثم ذهب إلى مصر ونزل في الجامع الأزهر، وبقي فيه ثلاث عشرة سنة، يتلقى العلوم الشرعية عن مشايخ الأزهر، حتى برع في كل فن وعلم، ثم عاد سائحاً إلى العراق، فاجتمع بالشيخ عبد الله الراوي الرفاعي، فأخذ عنه الطريقة الرفاعية، ولزم خدمته والسلوك على يديه مدة، وأجازه وأقامه خليفة عنه. ثم طاف البلاد وذهب إلى الهند وخراسان والعجم والتركستان والكردستان، وجاب العراق والشام والقسطنطينية والأنادول والروملي، وعاد إلى الحجاز، وذهب إلى اليمن ونجد والبحرين.
وكان لا يمكث في بلدة سبعة أشهر قط، وأكثر إقامته في البلاد تحت الثلاثة أشهر، وكان يلبس ثوباً أبيض وفوقه دراعة زرقاء وعبا قصيرة من دون أكمام، وحزامه من الصوف الأسود عملاً بالأثر الرفاعي، والسنة المحمدية، واختفاء عن ظاهر الشيخ.

## مؤلفاته
مؤلفاته كثيرة منها:
- بوارق الحقائق
- طي السجل
- فصل الخطاب
- برقمة البلبل
- الدرة البيضاء
- الحكم المهدوية
- فذلكة الحقيقة في احكام الطريقة
- مشكاة اليقين (ديوان)
- معراج القلوب (ديوان)[9]

## وفاته
توفي في سنة 1287 هـ في بغداد ودفن فيها في الجانب الشرقي منها بمسجد دكاكين حبوب، وقد بلغ من العمر سبعاً وستين سنة.